# Potroh

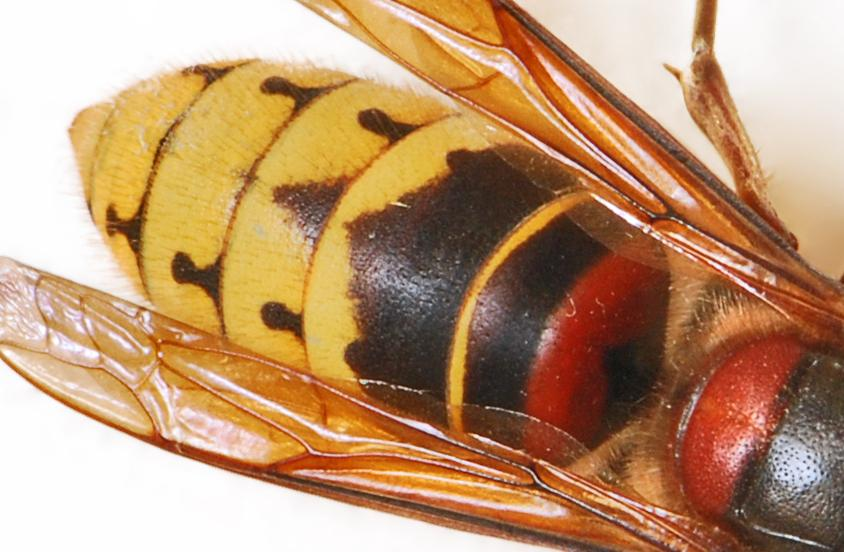
Egy lódarázs (Vespa crarbo) potroha

A potroh (abdomen) az ízeltlábú állatok leghátsó, egyik fő testtája. A különböző állatcsoportokban felépítése és egyéb tulajdonságai nem azonosak, azonban minden esetben a test jelentős hányadát alkotja, valamint létfontosságú szervek találhatók benne.
Az ízeltlábúak különböző csoportjainál különféle módokon jelenik meg, a funkciója is eltérhet.
Az ízeltlábúak törzsén belül a soklábúak altörzsén belüli fajok kivételével mindegyikre jellemző.

Megjelenése rendkívül változatos lehet.

## Rovarok

Egy rovar anatómiája

A rovaroknál (Insectia) potroh 12 embrionális (többé-kevésbé egyforma) szelvényből épül fel, azonban a kifejlett példányon többnyire csak 10–11 szelvény ismerhető fel. A háti-, hasi- és oldallemezeket rugalmas interszegmentális hártya köti össze. Mindig a tor után következik, ezzel van összenőve. Széles alappal (pl. poloskák), vagy akár egészen vékony kocsánnyal (pl. francia darázs) csatlakozik a torhoz.

### Potroh szervei
Lepkéknél a potroh végénél elhelyezkedő hasi interszegmentális hártyákon találjuk a szexferomon-mirigysejteket. A légcsövek (stigmák) rendszerint a potroh két oldalán nyílnak, innen hálózzák be a rovar testét a trachearendszeren keresztül.
A potrohban található a csőszív, mely a primitív nyílt keringést irányítja, melyben a vér és nyirok keveredve halad és együtt hemolimfát alkot.
A potrohban található a rovarok idegrendszerének egyik jelentős része, hiszen a rovarok idegrendszere három feji-, és egy hasdúcláncból áll. A szelvényenként 1-1 pár idegdúcot konnektívumok kapcsolják össze.

Bélrendszerük jelentős része (a szájszervet, nyelőcsövet, és időnként a begyet kivéve) is a potrohban található, a szaporító szervek (hüvely, petevezeték, petefészek, spermahólyag stb.) szintén itt van.

### Függelékek
A rovarok potrohán gyakran megfigyelhetők különféle kinövések, függelékek, melyek a legkülönfélébb funkcióval rendelkeznek. Nagyrészt ősi lábak módosulatai vagy maradványai, illetve lehetnek a szaporító szervrendszer módosult szervei.

Az ősi fajoknál (ugró ősrovarok) az egyes potrohszelvényeken lábcsonkokat találhatunk. Ennél fejlettebb láb eredetű szerv a farcsuta (stylus), mely az ugró ősrovarok esetében az ugrást lehetővé tevő szerv, valamint a pikkelykék rendjének fajain is megtalálhatók, de ők nem képesek velük az ugrásra.

A kérészek jellegzetes szervei a rendkívül hosszúra nyúlt fartoldalékok vagy cerkuszok (cercus), valamint az úgynevezett végfonál (filum terminale).

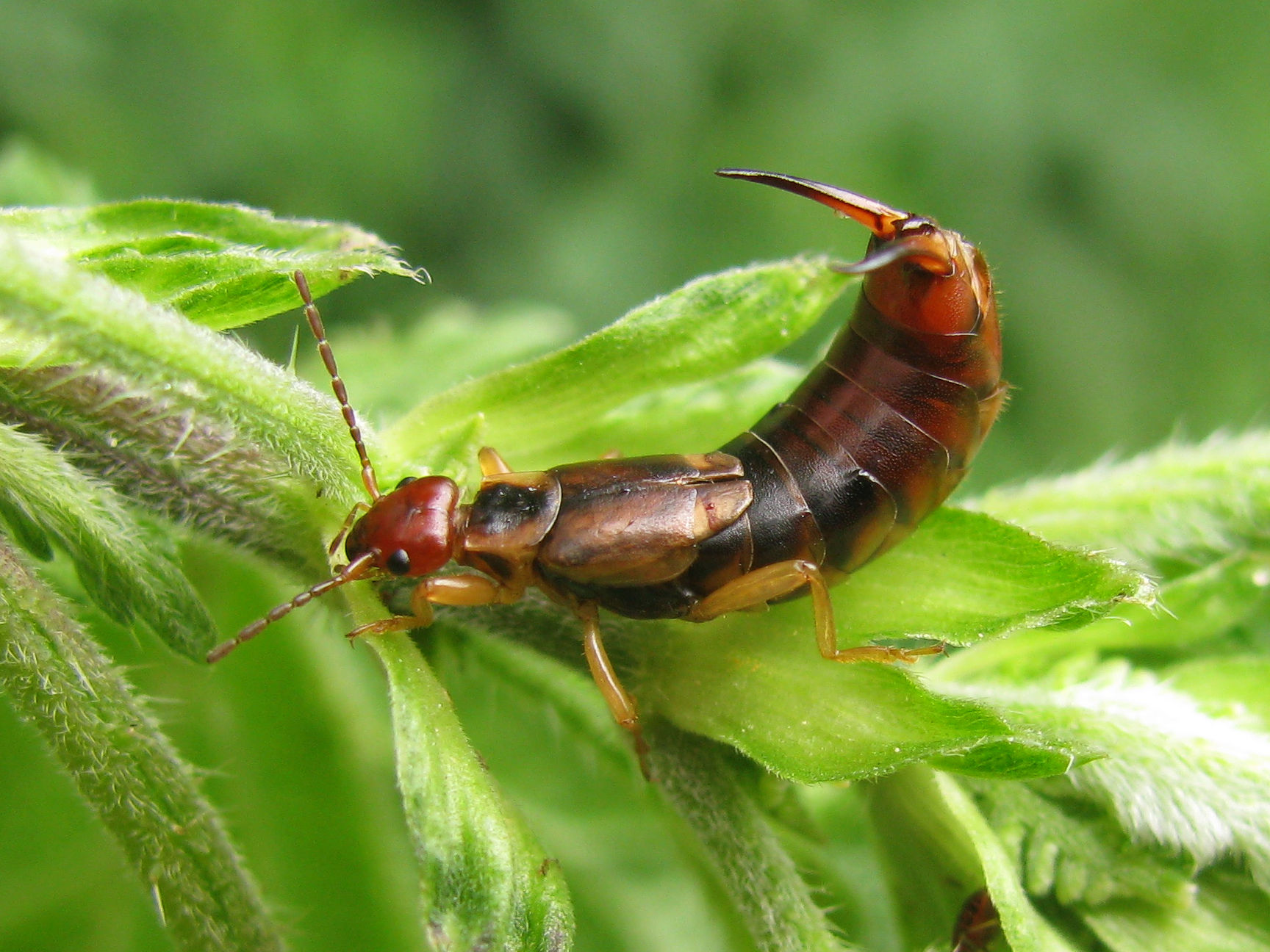
A közönséges fülbemászó (Forficula auricularia), erős fogószervvé alakult fartoldalékát védekezésre is használja

#### Fartoldalék(cercus)
A fartoldalékok sok rovarfajnál előfordulnak, gyakran csak érzékelő funkciót látnak el (csótányok), de egyes fajoknál használhatók fegyverként (fülbemászók), vagy a párzást segítő képletként (szitakötők). Sok rovarfajnál a cerkusz olyan apró és csökevényes, hogy szabad szemmel észre sem vehetők, azonban közelebbről vizsgálva fellelhetők a nyomai.

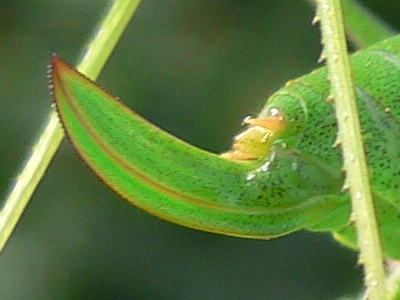
Rőthátú virágszöcske (Leptophyes punctatissima) sarló alakú tojócsöve

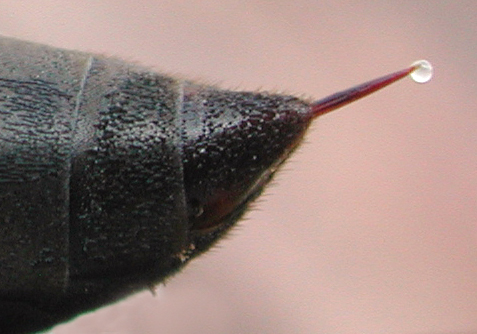
Egy darázs (Vespula sp.) fullánkja, egy méregcseppel

#### Tojócső(ovipositor)
Sok rovarfajnál a potroh végén tojókampó, vagy tojócső helyezkedik el, melyek elsősorban a peték lerakásának szervei. Gyakori, hogy érzékeny szőrökkel fedett, mellyel a petéző egyedek tökéletesen kiválaszthatják a peték lerakásához szükséges közeget. Ezen ivarképletek vizsgálata az egyes fajok ivarainak, illetve fajok, más fajoktól való elkülönítésében is nagy szerepet játszik.
A tojócső gyakorta erős, szúrásra is alkalmas, mivel sok faj növényekbe (gubacsdarazsak), illetve más állatokba (fémfürkészek) helyezi petéit.

#### Fullánk(aculeus)
A hártyásszárnyúak potrohvégében elhelyezkedő módosult tojócső, mely védekezés illetve támadás célját szolgálja. Feladata, méreg juttatása az ellenséges állat bőre alá. Általában méregmirigy csatlakozik hozzá, innen pumpálja az állat a bőr alá a mérget.
A házi méhek dolgozóinak fullánkján 21–25 visszahajló horog található. Ez gondoskodik arról, hogy a fullánk bent maradjon a megszúrt emlős bőrében, és a méregmirigyekkel együtt kiszakadjon a méhből. A fullánk kiszakadása esetén a méregmirigyet körbevevő izmokat az idegek mozgatni kezdik. Ez belepumpálja az áldozat bőrébe a méreghólyag tartalmát. A méhkirálynők fullánkján csupán 3–5 ilyen visszahajló horog található, így ő az emlősök bőréből is vissza tudja húzni a fullánkját.

## Pókszabásúak

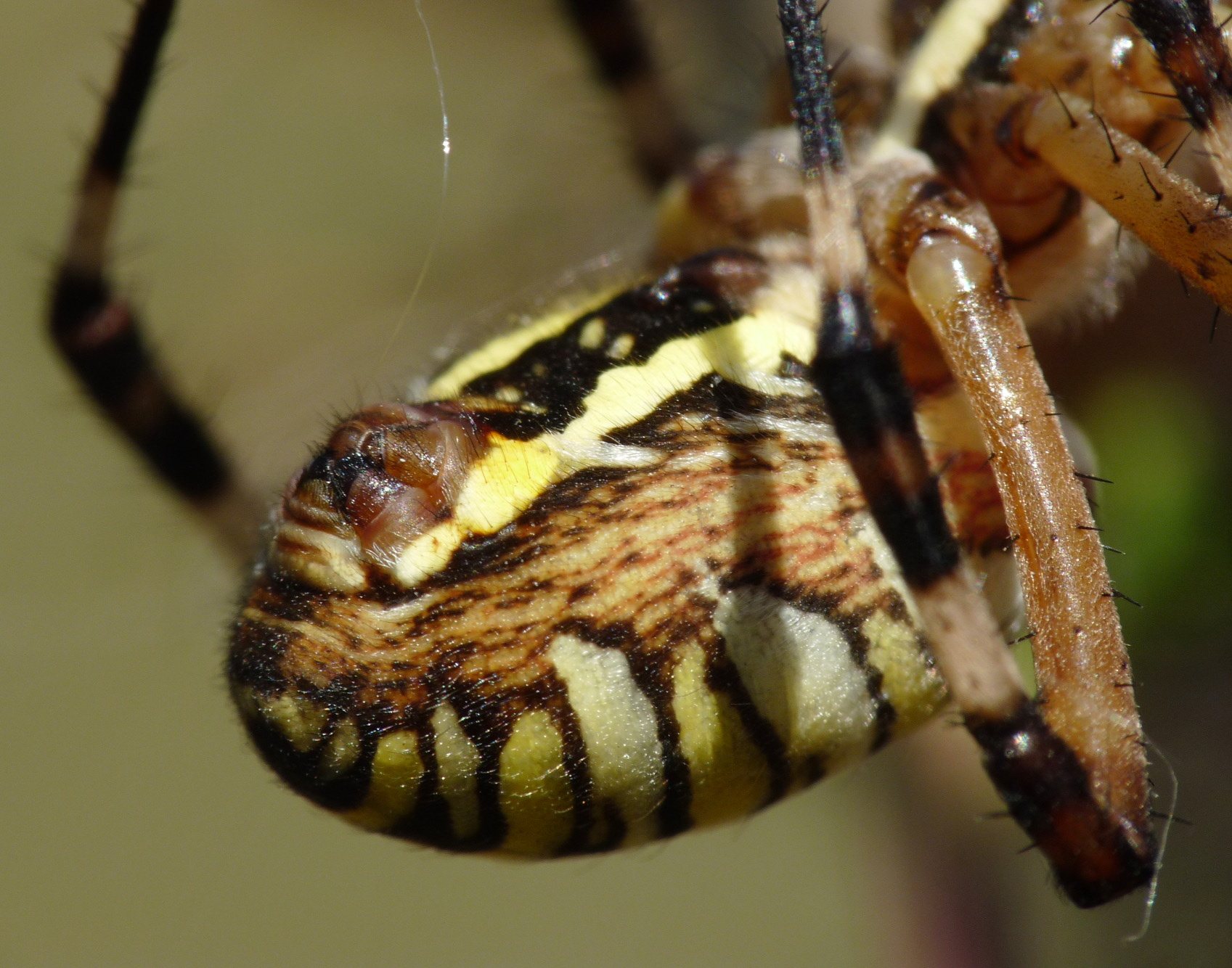
Egy darázspók (Argiope bruennichi) utóteste a szövőszemölcsökkel

A pókszabásúak teste két nagy testtájra tagolódik, egy előtestre (fejtor, prosoma, cephalothorax) valamint egy utótestre (potroh, opisthosoma, abdomen). (Az általánosan használt kifejezések, mint fejtor és potroh nem helytállóak, mert sehol nem tudták kimutatni a fej, tor, potroh tagolódást, így nincs bizonyíték az összenövésre.) A pókszabásúak esetében az utótest tartalmazza a légző-, emésztő-, és ivarszerveket. Itt található a pókok, álskorpiók és egyes atkák esetében a szövőmirigy is. A pókszabásúak légzése lemezes tracheatüdővé módosult légcsövekkel történik.

### Pókok
A pókok teste előtestre, és hozzá keskeny alappal csatlakozó utótestre tagolódik. Az utótest az alsórendű pókok kivételével szelvényezetlen.

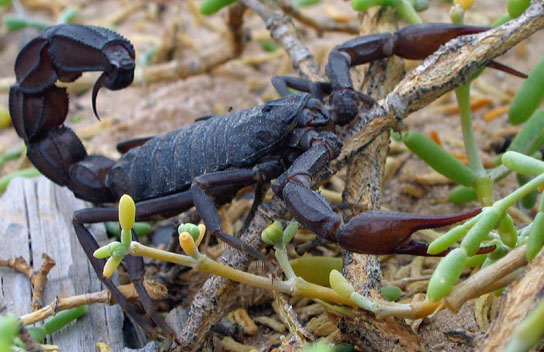
Androctonus crassicauda

Az utótest végén helyezkednek el az ivarnyílások, valamint a szövőszemölcsök. A pókok embrionális életükben a potroh egyes szelvényein viselnek kezdetleges végtagdudorokat. Ezek egy részéből alakulnak ki a szövőszemölcsök, tehát a rovarok potrohfüggelékeinek nagy részéhez hasonlóan, ezek is végtageredetűek. A szövőszemölcsök általában kicsik, sokszor szabad szemmel alig láthatóak, néhány apró ízre tagolódnak.

### Skorpiók
A skorpiók (Scorpiones) erősen szelvényezett utóteste egy széles előpotrohra és a farokszerűen elvékonyodó utópotrohra tagolódik, mely hegyes méregtövisben végződik, melyben a páros méregmirigy vezetéke nyílik.

A nőstények, ivadékaik első vedléséig hátukon hordozva védik őket.
Az álskorpiók (Pseudoscorpiones)  testének tagolódása hasonlít a skorpióékéra, csak lényegesen kisebbek és utótestük vége nem keskenyedik el farokszerűen és nem végződik méregtövisben, hanem lekerekített.

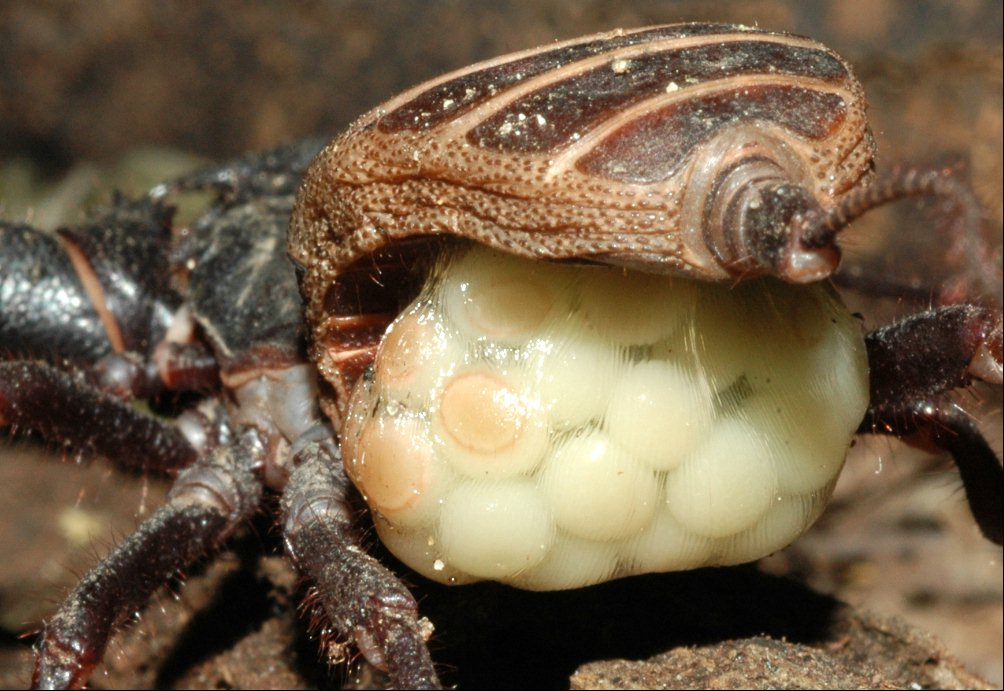
Mastigoproctus giganteus nevű faj, utótestének hasi oldalán hordozza petéit

### Ostorfarkúak
Az ostorfarkúak (Uropygi) lapos testű, skorpiókra emlékeztető pókszabásúak. Hosszúkás előtestükhöz keskeny alappal csatlakozik az utótest, melynek utolsó három szelvénye elkeskenyedve utópotrohot alkot, melyhez hosszú ízelt farokostor csatlakozik. Farokostoruk tövében méregmirigyek nyílnak, mellyel támadás esetén védekezésül hangya- és ecetsavat permeteznek a levegőbe.

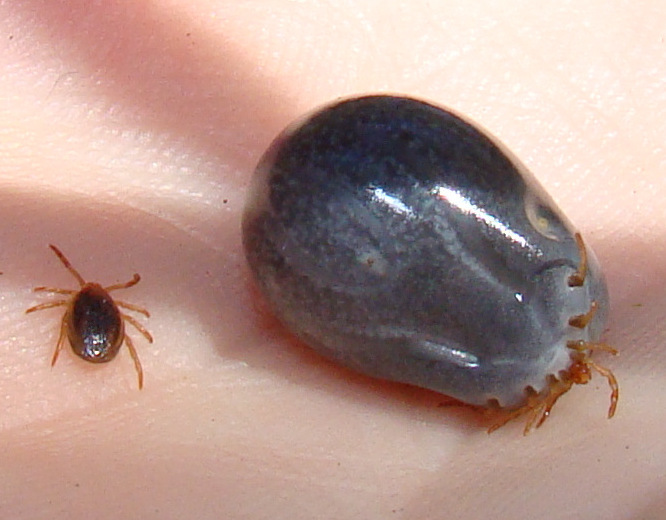
Kullancs (Ixodes holocyclus) vérszívás előtt és után

Az ostorfarkúak nőstényei petéiket utótestük hasoldalára tapasztják, majd ivadékaik kikelése után az első vedlésig utótestük háti részén cipelik őket.

### Atkák
Az atkák (Acari) teste tagolatlan, elő- és utótestük összenőtt, testük szelvényezetlen. A fajok nagy részének kemény kutikula védi egész testét, de vannak fajok (pl. kullancsok), melyek testének hátsó fele puha, tágulékony kutikulával rendelkezik, így hatalmas mennyiségű táplálékot képesek egyszerre magukhoz venni, így méretük, akár sokszorosára is nőhet egy vérszívást követően.

## Rákok

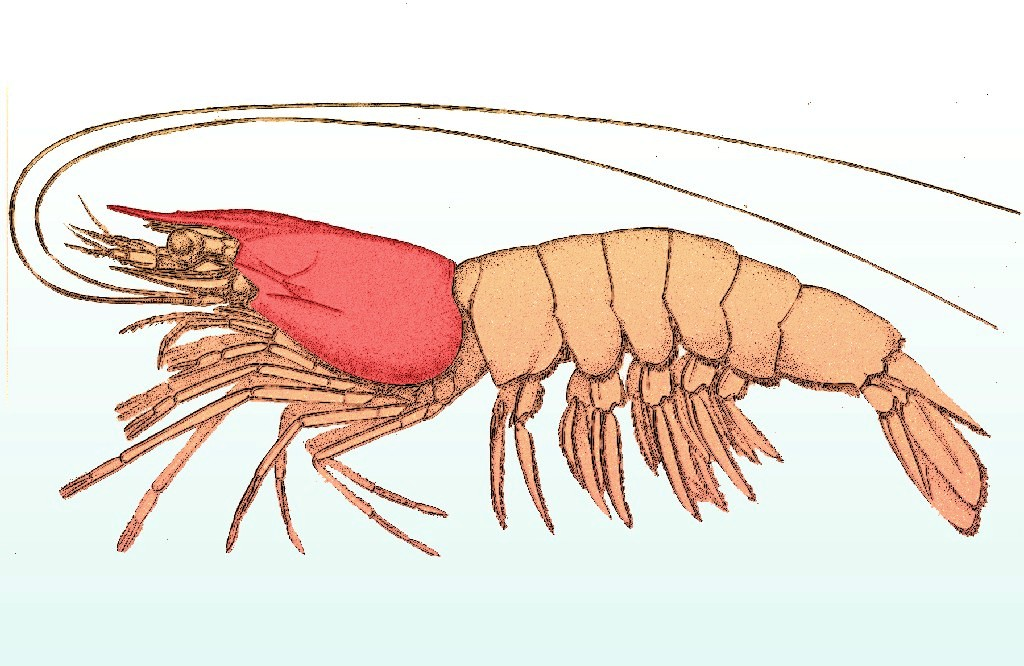
A képen megfigyelhetők a potrohszelvényekhez tartozó potrohlábak

A rákok (Crustacea) teste a rovarokéhoz hasonlóan hármas tagolású, fejre, torra és potrohra tagolódik, bár testtájaik nem homológok a rovarok testtájaival.
Potrohlábak csak a felsőbbrendű rákok osztályában fordulnak elő. Náluk a potroh mindig 6+1 szelvényből áll (a plusz egy szelvény a potroh végén található telson). A potrohlábaknak szerepe lehet az állat mozgásában (úszó vagy ugrólábak) a párzásban illetve az ivadékgondozásban. Az ászkarákok kopoltyúi is a potrohlábak tövében találhatóak. Az Oniscidea csoportban a potrohlábak exopoditja fehérszervvé (tracheális szerv) alakul, ami a szárazföldi rákok (pl. pinceászkák) légzését segíti. Előfordulhat a tor és a potroh egyes szelvényeinek összenövése, például a gályarákok (Remipedia) osztályában.